# Onufrijiwka
Onufrijiwka (ukrainisch Онуфріївка; russisch Онуфриевка Onufrijewka) ist eine Siedlung städtischen Typs im Norden der ukrainischen Oblast Kirowohrad mit 4000 Einwohnern (2016).

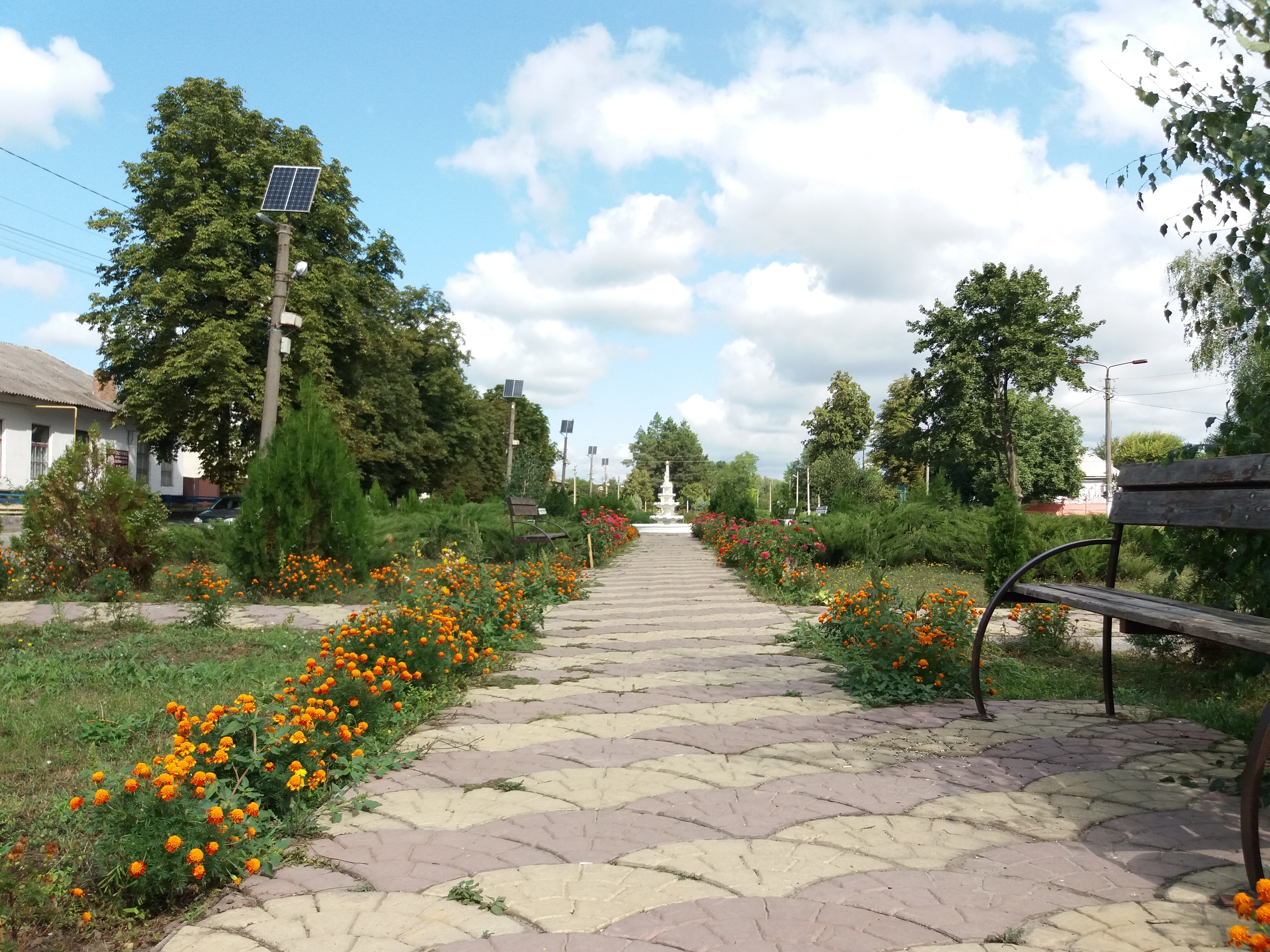
Hauptstraße im Ort

## Geographie
Onufrijiwka war bis Juli 2020 das administrative Zentrum des gleichnamigen Rajons Onufrijiwka und liegt 128 km nordöstlich vom Oblastzentrum Kropywnyzkyj, 47 km nordöstlich der Stadt Oleksandrija, 26 km südlich von Krementschuk und 14 km südlich vom Dneprufer bei Kamjani Potoky.

## Geschichte
Die Siedlung wurde in den frühen 17. Jahrhundert von einem Saporoger Kosaken Namens Onufrijenkom (ukrainisch Онуфрієнком) gegründet, dessen Namen das Dorf erhielt. Im Jahre 1752 wurde das Gebiet des heutigen Rajons Teil von Slawenoserbien. 1968 erhielt Onufrijiwka den Status einer Siedlung städtischen Typs.

## Verwaltungsgliederung
Am 12. Juni 2020 wurde die Siedlung zum Zentrum der neugegründeten Siedlungsgemeinde Onufrijiwka (Онуфріївська селищна громада/Onufrijiwska selyschtschna hromada). Zu dieser zählen die Siedlung städtischen Typs Pawlysch und 26 in der untenstehenden Tabelle aufgelisteten Dörfer, bis dahin bildete sie die gleichnamige Siedlungsratsgemeinde Onufrijiwka (Онуфріївська селищна рада/Onufrijiwska selyschtschna rada) im Norden des Rajons Onufrijiwka.
Am 17. Juli 2020 kam es im Zuge einer großen Rajonsreform zum Anschluss des Rajonsgebietes an den Rajon Oleksandrija.
Folgende Orte sind neben dem Hauptort Onufrijiwka Teil der Gemeinde:
| Name                     | Name            | Name                              |
| ukrainisch transkribiert | ukrainisch      | russisch                          |
| ------------------------ | --------------- | --------------------------------- |
| Bajdakowe                | Байдакове       | Байдаково (Baidakowo)             |
| Brajiliwka               | Браїлівка       | Браиловка (Brailowka)             |
| Datscha                  | Дача            | Дача                              |
| Derijiwka                | Деріївка        | Дериевка (Derijewka)              |
| Fedoriwka                | Федорівка       | Фёдоровка (Fjodorowka)            |
| Jassynuwatka             | Ясинуватка      | Ясиноватка                        |
| Kalatschiwka             | Калачівка       | Калачовка (Kalatschowka)          |
| Kamburlijiwka            | Камбурліївка    | Камбурлиевка (Kamburlijewka)      |
| Kostjantyniwka           | Костянтинівка   | Константиновка (Konstantinowka)   |
| Kuzewoliwka              | Куцеволівка     | Куцеволовка (Kuzewolowka)         |
| Ljubiwka                 | Любівка         | Любовка (Ljubowka)                |
| Losuwatka                | Лозуватка       | Лозоватка (Losowatka)             |
| Marjiwka                 | Мар’ївка        | Марьевка (Marjewka)               |
| Mlynok                   | Млинок          | Млынок                            |
| Morosiwka                | Морозівка       | Морозовка (Morosowka)             |
| Omelnyk                  | Омельник        | Омельник (Omelnik)                |
| Pawlowolujsk             | Павловолуйськ   | Павловолуйск (Pawlowoluisk)       |
| Pawlysch                 | Павлиш          | Павлыш                            |
| Petriwka                 | Петрівка        | Петровка (Petrowka)               |
| Popiwka                  | Попівка         | Поповка (Popowka)                 |
| Pjatomykolajiwka         | П’ятомиколаївка | Пятониколаевка (Pjatonikolajewka) |
| Schewtschenka            | Шевченка        | Шевченко (Schewtschenko)          |
| Soldatske                | Солдатське      | Солдатское (Soldatskoje)          |
| Sybkowe                  | Зибкове         | Зыбково (Subkowo)                 |
| Uspenka                  | Успенка         | Успенка                           |
| Wassyliwka               | Василівка       | Василевка (Wassilewka)            |
| Wyschniwzi               | Вишнівці        | Вишневцы (Wischnewzy)             |

## Bevölkerungsentwicklung
| 1959  | 1970  | 1979  | 1989  | 2001  | 2016  |
| ----- | ----- | ----- | ----- | ----- | ----- |
| 3.326 | 3.872 | 4.557 | 5.016 | 4.464 | 4.013 |

Quelle: 